# Financial Times Deutschland
A Financial Times Deutschland (FTD) a Financial Times (FT) német testvérlapja, tőzsdei munkanapokon megjelenő gazdasági újság volt 2000 és 2012 között. Az FT-hez hasonlóan rózsaszín papírra nyomták. Napi példányszáma 101 618 darab volt.

## Története
A Financial Times Deutschland első kiadása 2000. február 21-én jelent meg, a brit Andrew Gowers főszerkesztővel és Micahel Rzesnitzek lapigazgatóval az élén. 2002-ben kisebb botrány volt, hogy az újság az angolszász országokban megszokott módon a választások előtt az olvasóknak pártot ajánlott a figyelmükbe (CDU). 2003-tól Andrew Gowerst Christoph Keese és Wolfgang Münchau követték, 2004. augusztus 1-jétől Keese Die Welt főszerkesztője lett, a Financial Times Deutschland élére pedig Steffen Klusmann került. 2005-ben  ötéves  tevékenység után Rzesnitzek is elhagyta a lapot. 2006-ban a lap példányszáma első alkalommal lépte túl  a 100 ezret. Eleinte a lapot Gruner + Jahr  és a brit Pearson Publishing Group (Financial Times) lapkiadó vállalatok közösen adták ki, majd 2008-ban Gruner + Jahr felvásárolta a részvényeket. 2008-ban úgy döntött a lapkiadó, hogy a tulajdonában levő négy gazdasággal foglalkozó címet (Financial Times Deutschland, Capital, Börse Online és Impulse) összevonja, a szerkesztőség vezetője továbbra is Steffen Klusmann maradt. Az újság honlapján a megjelenéstől számított egy évig ingyenesen lehívhatóak voltak a cikkek.
A lap egyetlen évben sem volt nyereséges, és bár az összevonásokkal jelentősen csökkentek a költségek, a 2008 óta tartó pénzügyi válság nyomán a hirdetésekből származó bevételek is tovább csökkentek. 2012. november 22-én bejelentette a Gruner und Jahr kiadó, hogy a lapot 2012. december 7-vel megszünteti, mivel belátható időn belül nem válik nyereségessé. A Capital továbbra is megjelenik, a Börse Online és  az Impulse sorsa bizonytalan.